# Hygropoda procera
Espèce
Hygropoda procera est une espèce d'araignées aranéomorphes de la famille des Pisauridae.

## Distribution
Cette espèce est endémique de Birmanie.

## Description
La femelle holotype mesure 12 mm.

## Publication originale
- Thorell, 1895 : Descriptive catalogue of the spiders of Burma. London, p. 1-406 (texte intégral).